# Стронголі
Стронголі, Стронґолі (італ. Strongoli, сиц. Strònguli) — муніципалітет в Італії, у регіоні Калабрія, провінція Кротоне.
Стронголі розташоване на відстані близько 490 км на південний схід від Рима, 60 км на північний схід від Катандзаро, 21 км на північ від Кротоне.
Населення — 6596 осіб (2014).
Щорічний фестиваль відбувається 15 серпня. Покровитель — Santa Maria.

## Демографія
Населення за роками:

Станом на 1 січня 2023 року в муніципалітеті офіційно проживало 316 іноземців з 20 країн, серед них 199 громадян країн Євросоюзу та 16 громадян України.

## Сусідні муніципалітети
- Казабона
- Кротоне
- Мелісса
- Рокка-ді-Нето